# Dolmen de Guadalperal
El dolmen de Guadalperal, també conegut com l'Stonehenge espanyol per la seva semblança al cromlec de Stonehenge, és un monument megalític que data d'entre el III i el II mil·lenni a.C. que està situat a la localitat d'El Gordo, a Càceres. Es troba sota les aigües de l'embassament de Valdecañas, al riu Tajo, i només és visible quan el nivell de les aigües ho permet.
El monument megalític, format per unes 140 grans roques erectes, va quedar sota les aigües el 1963 quan el règim franquista va construir la presa i la central hidroelèctrica de Valdecañas. Havia estat descoberta per l'arqueòleg alemany Hugo Obermaier durant la dècada de 1920, tot i que la troballa no va ser publicada fins als anys seixanta, quan la zona ja estava inundada. Les onades de calor de l'estiu de 2019 van permetre observar les construccions en la seva totalitat per primera vegada des que va ser construïda la presa. El complexe presentava signes de deteriorament després de tants anys sota l'aigua, com la major porositat del granit i l'aparició d'esquerdes. Una associació cultural local va alertar sobre la situació i va demanar de rescatar els vestigis històrics de la llera del riu i reconstruir el monument a la riba de l'embassament.